# Brive-la-Gaillarde

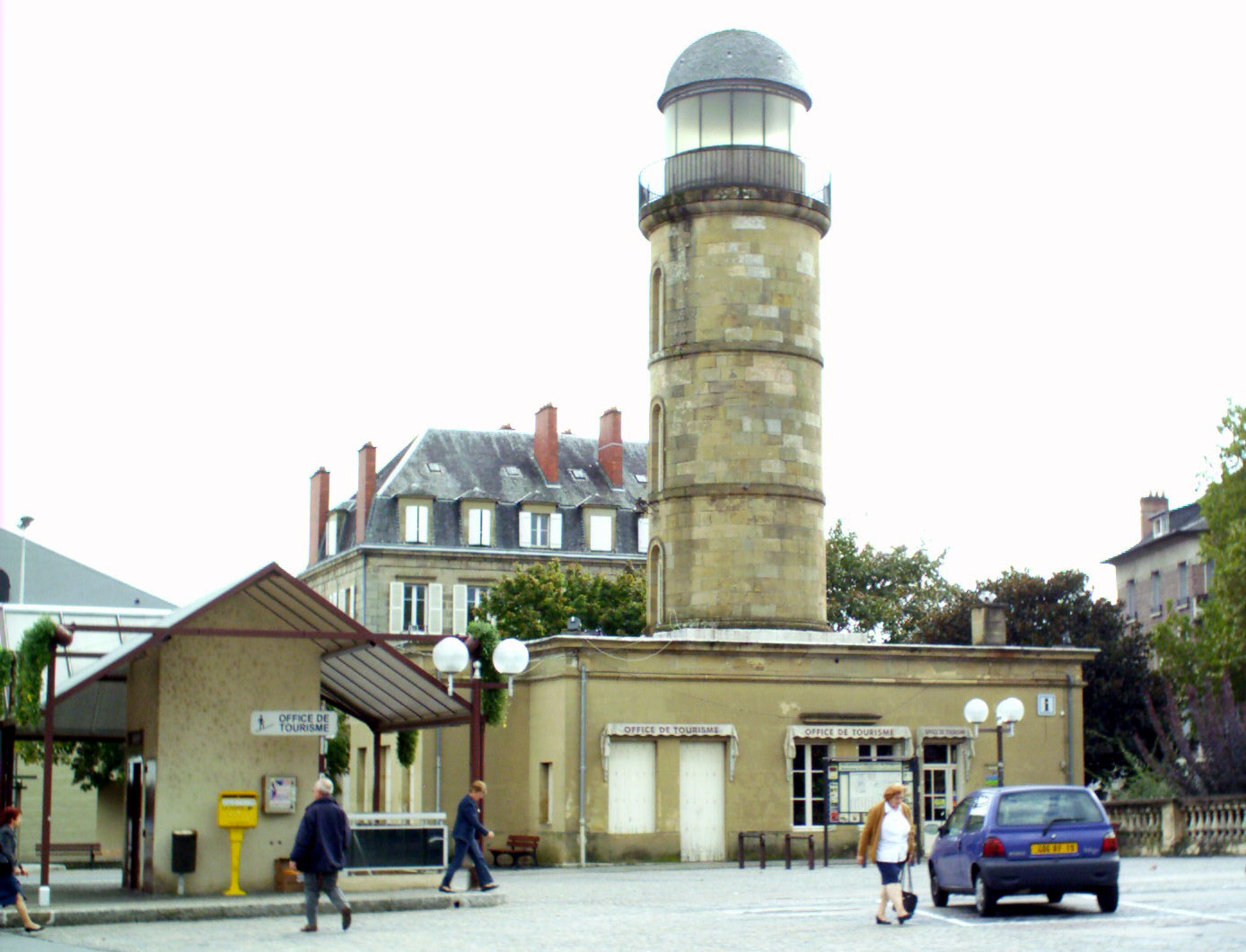
L'office du tourisme (Turistbyrån)

Brive-la-Gaillarde är en liten stad och kommun i sydvästra Frankrike vid floden Corrèze. Brive är arrondissementshuvudstad (sous-préfecture) i departementet Corrèze. Det ligger i regionen Nouvelle-Aquitaine. Staden är den mest befolkade i departementet och den andra i regionen efter Limoges.  År 2022 hade Brive-la-Gaillarde 46 769 invånare.
Fransmännen i Brive kallar sig brivistes eller brivois.

## Invånare
- Tätbebyggda området: 51 586 invånare (+400, 1999/2004)
- Förorterna : 58 326 invånare (Brive, Malemort)
- Lilla ringen: 66 506 invånare (Brive, Malemort, Ussac, St-Pantaléon)
- Stora ringen : 70 895 invånare (Brive, Malemort, Ussac, St-Pantaléon, Cosnac, Varetz)
- Stadsområdet: 89 260 invånare

## Administration
Den aktuella borgmästaren är socialisten Philippe Nauche (PS).

## Ekonomi och Näringsliv
De flesta i Brive arbetar inom livsmedelsindustrin. Brive är känd för sin gastronomi och framförallt sitt stora torg, som är väldigt representativt för den franska landsbygden.

## Kulturliv
Staden har anor från antiken och den har en katolsk kyrka uppförd efter 1100.

### Evenemang
- I Brive inträffar varje höst den andra största bokmässan i Frankrike. 2005 attraherade bokmässan över 130 000 besökare och 500 författare.
- Les Orchestrades Universelles de Brive (Brives universell orkestrering) organiseras varje sommar i augusti. Den samlar ungdomar mellan 10 och 25 år gammal som kommer från hela världen. De spelar all typ av musik över hela staden. År 1993 fick Brive världsrekordet för den största konserten med 1000 musiker.
- Landsbygden stiger in i staden varje år vid den jordbruksfestival som är den andra största i Frankrike.
- Slutligen: sedan 2004 pågår varje år i april den enda filmfestivalen i Europa vigd åt medelfilmer (mellan 30 och 60 minuter).

## Sport
Brive har ett professionellt rugbylag, som blev europamästare 1997 och som spelar i Top 14, den franska högsta divisionen.

## Kuriosa
Brive var den första staden i Frankrike som befriade sig helt själv under andra världskriget, den 15 augusti 1944.

## Befolkningsutveckling
Antalet invånare i kommunen Brive-la-Gaillarde
Referens:INSEE

## Vänorter
Brive-la-Gaillarde är vänort  till sex städer i världen :
- Tyskland, Lauf an der Pegnitz
- Kanada, Joliette
- Mali, Sikasso
- Portugal, Guimarães
- Ukraina, Melitopol
- Spanien, Castell-Platja d'Aro